# NTNUI Nidaros Domers
I NTNUI Nidaros Domers sono una squadra di football americano, di Trondheim, in Norvegia; fondati nel 1990 come Trondheim Tomcats, divennero Nidaros Domers nel 1993 e in seguito divennero la squadra dell'Università norvegese di scienza e tecnologia (NTNU), aggiungendo quindi al loro nome la sigla dei club sportivi dell'ateneo, NTNUI.
Nel 2017 avrebbero dovuto partecipare al campionato di massima divisione, ma si sono ritirati prima dell'inizio del torneo.

## Dettaglio stagioni

### Tornei nazionali

#### Campionato

##### 1. Divisjon (primo livello)/Eliteserien
| Stagione | regular season | regular season | regular season | regular season | regular season | regular season | playoff | playoff | playoff | playoff | playoff | playoff                    | playoff          |
|          | Vin            | Par            | Per            | Tot            | PF             | PS             | Vin     | Per     | Tot     | PF      | PS      | risultato                  | avversaria       |
| -------- | -------------- | -------------- | -------------- | -------------- | -------------- | -------------- | ------- | ------- | ------- | ------- | ------- | -------------------------- | ---------------- |
| 1999     | 0              | 0              | 6              | 6              | 23             | 287            | -       | -       | -       | -       | -       | -                          | -                |
| 2000     | 1              | 0              | 5              | 6              | 91             | 252            | 0       | 1       | 1       | 0       | 1       | Semifinale                 | Oslo Vikings     |
| 2001     | 0              | 0              | 6              | 6              | 15+?           | 106+?          | -       | -       | -       | -       | -       | -                          | -                |
| 2009     | 4              | 0              | 2              | 6              | 98             | 76             | 0       | 1       | 1       | 20      | 40      | Semifinale                 | Oslo Vikings     |
| 2010     | 2              | 0              | 6              | 8              | 61             | 159            | 0       | 1       | 1       | 7       | 35      | Semifinale                 | Eidsvoll 1814's  |
| 2011     | 0              | 0              | 8              | 8              | 42             | 343            | -       | -       | -       | -       | -       | -                          | -                |
| 2012     | 1              | 0              | 5              | 6              | 87             | 242            | -       | -       | -       | -       | -       | -                          | -                |
| 2013     | 3              | 0              | 4              | 7              | 170            | 124            | 0       | 1       | 1       | 10      | 12      | Semifinale                 | Eidsvoll 1814's  |
| 2014     | 1              | 0              | 6              | 7              | 150            | 269            | -       | -       | -       | -       | -       | -                          | -                |
| 2015     | 1              | 0              | 6              | 7              | 123            | 308            | 0       | 1       | 1       | 6       | 59      | Semifinale                 | Eidsvoll 1814's  |
| 2016     | -              | -              | -              | -              | -              | -              | 1       | 1       | 2       | 49      | 32      | Secondo turno di wild card | Vålerenga Trolls |
| Totale   | 13             | 0              | 54             | 67             | 860+?          | 2166+?         | 1       | 6       | 7       | 92      | 179     |                            |                  |

Fonti: Enciclopedia del Football - A cura di Roberto Mezzetti

##### 2. Divisjon (secondo livello)/1. Divisjon (secondo livello)
| Stagione | regular season | regular season | regular season | regular season | regular season | regular season | playoff | playoff | playoff | playoff | playoff | playoff   | playoff    |
|          | Vin            | Par            | Per            | Tot            | PF             | PS             | Vin     | Per     | Tot     | PF      | PS      | risultato | avversaria |
| -------- | -------------- | -------------- | -------------- | -------------- | -------------- | -------------- | ------- | ------- | ------- | ------- | ------- | --------- | ---------- |
| 1993     | 4              | 0              | 2              | 6              | 134            | 100            | -       | -       | -       | -       | -       | -         | -          |
| 2016     | 6              | 0              | 0              | 6              | 194            | 33             | -       | -       | -       | -       | -       | -         | -          |
| 2019     | 4              | 0              | 1              | 5              | 137            | 68             | -       | -       | -       | -       | -       | -         | -          |
| 2021     | 1              | 0              | 5              | 6              | 100            | 204            | -       | -       | -       | -       | -       | -         | -          |
| Totale   | 15             | 0              | 8              | 23             | 465            | 405            | -       | -       | -       | -       | -       |           |            |

Fonti: Enciclopedia del Football - A cura di Roberto Mezzetti

##### 2. Divisjon (terzo livello)
| Stagione | regular season | regular season | regular season | regular season | regular season | regular season | playoff | playoff | playoff | playoff | playoff | playoff   | playoff    |
|          | Vin            | Par            | Per            | Tot            | PF             | PS             | Vin     | Per     | Tot     | PF      | PS      | risultato | avversaria |
| -------- | -------------- | -------------- | -------------- | -------------- | -------------- | -------------- | ------- | ------- | ------- | ------- | ------- | --------- | ---------- |
| 2018     | 6              | 0              | 0              | 6              | 267            | 38             | -       | -       | -       | -       | -       | Campioni  | -          |
| Totale   | 6              | 0              | 0              | 6              | 267            | 38             | -       | -       | -       | -       | -       |           |            |

Fonti: Enciclopedia del Football - A cura di Roberto Mezzetti

### Riepilogo fasi finali disputate
| Anno           | Luogo     | Evento      | Fase del torneo         | Incontro                                | Risultato    |
| 8 luglio 2000  |           | 1. divisjon | Semifinale              | Oslo Vikings - NTNUI Nidaros Domers     | 1 - 0 d.g.s. |
| 20 giugno 2009 |           | 1. divisjon | Semifinale              | Oslo Vikings - NTNUI Nidaros Domers     | 40 - 20      |
| 26 giugno 2010 |           | 1. divisjon | Semifinale              | Eidsvoll 1814's - NTNUI Nidaros Domers  | 35 - 7       |
| 29 giugno 2013 |           | 1. divisjon | Semifinale              | Eidsvoll 1814's - NTNUI Nidaros Domers  | 12 - 10      |
| 27 giugno 2015 |           | Eliteserien | Semifinale              | Eidsvoll 1814's - NTNUI Nidaros Domers  | 59 - 6       |
| 18 giugno 2016 | Trondheim | Eliteserien | Secondo turno wild card | NTNUI Nidaros Domers - Vålerenga Trolls | 7 - 26       |

## Palmarès
- 1 Campionato norvegese di secondo livello (2016)
- 1 Campionato norvegese di terzo livello (2018)